# NGC 6839
NGC 6839 ist ein Asterismus im Sternbild Sagitta. Er wurde am 18. August 1784 von Wilhelm Herschel entdeckt.